# إسقاط ريحي

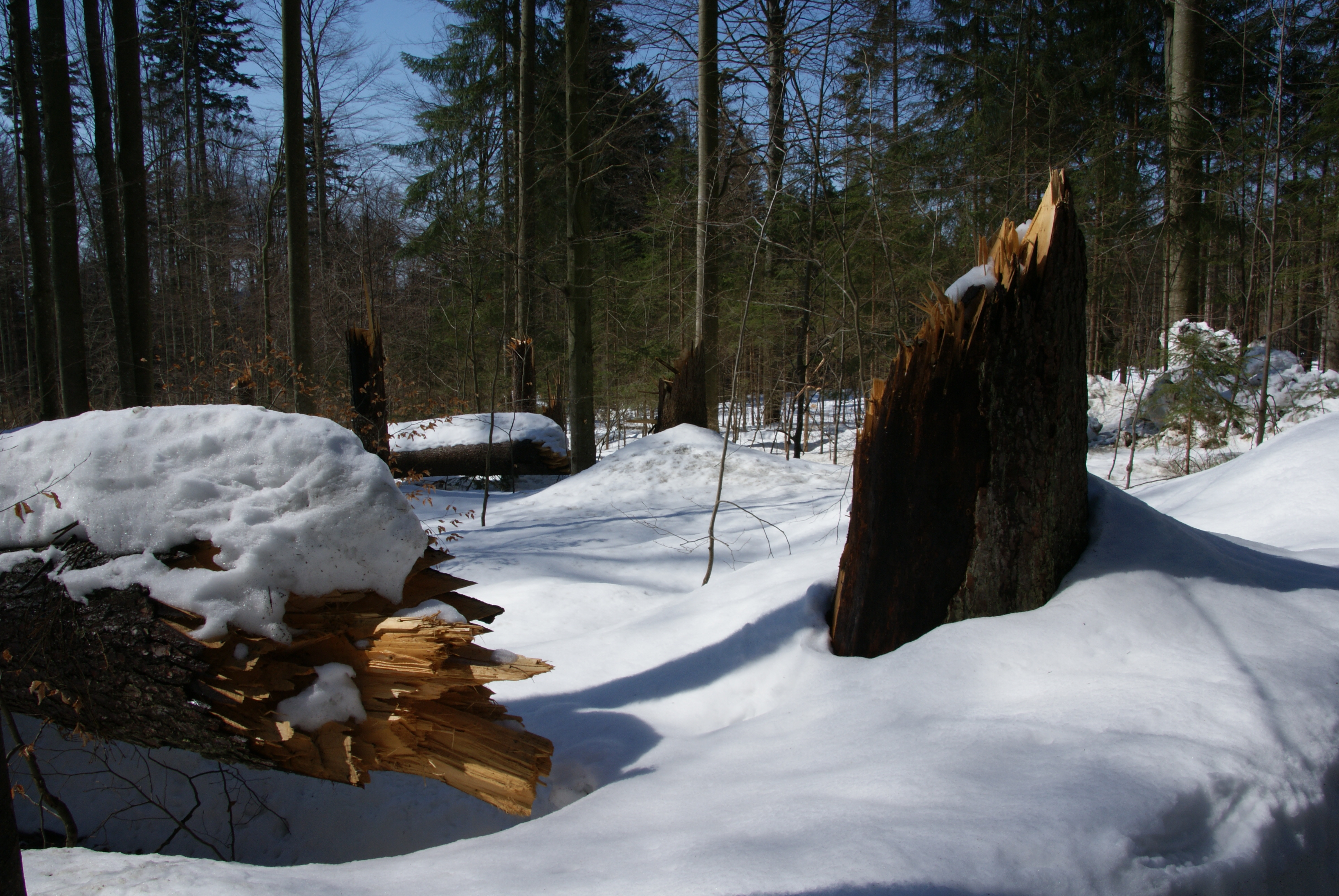
إسقاط ريحي في الحديقة الوطنية للغابات البافارية.

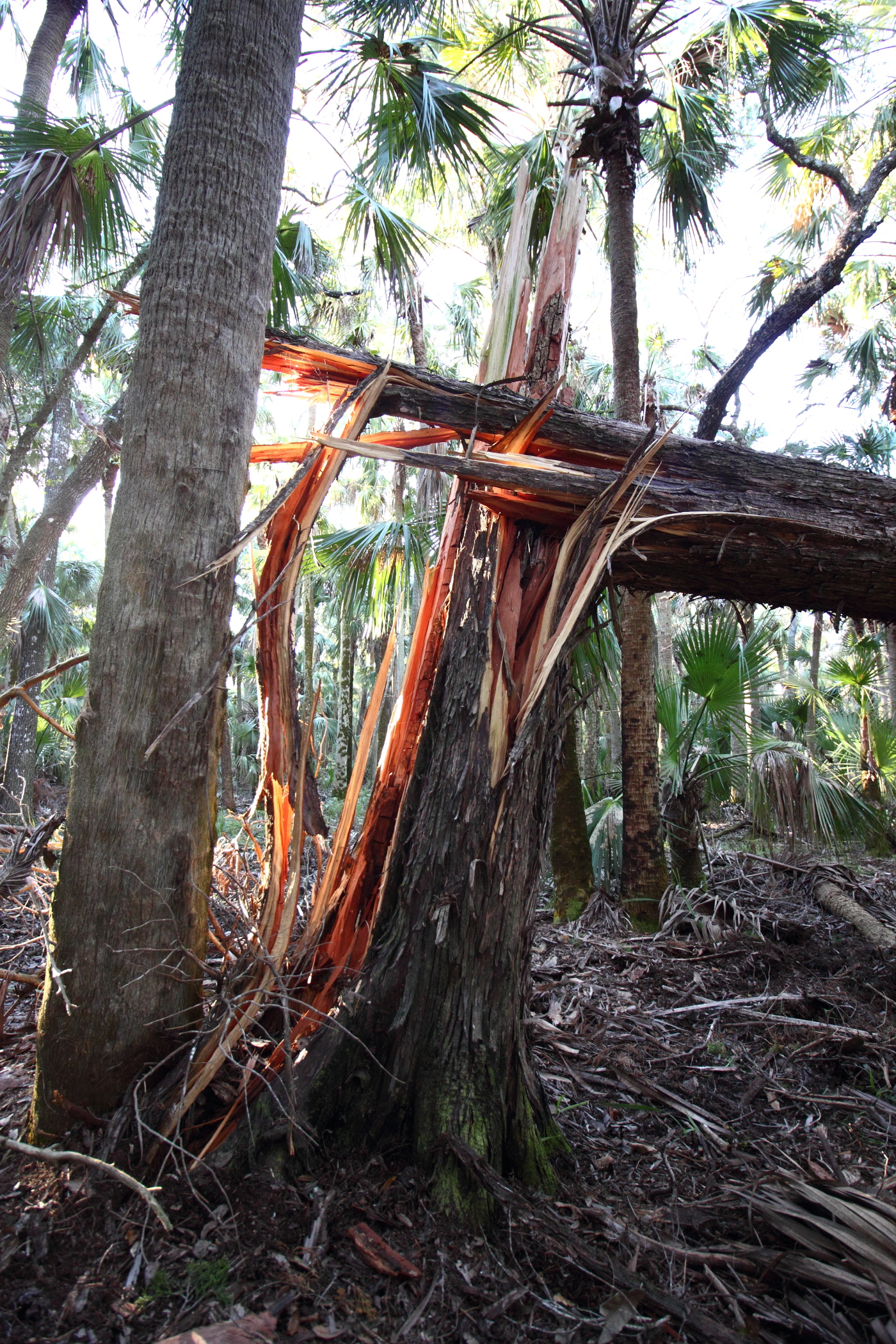
إحدى الأشجار التي أطاح بها إعصار إيرما.

في علم التحريج، الإسقاط الريحي (بالإنجليزية: Windthrow)، يشير إلى أشجار اقتلعت أو كسرت أو سقطت نتيجة عامل الرياح.

## الأسباب
الإسقاط الريحي شائع في جميع أجزاء الغابات في العالم التي تعاني من العواصف أو سرعات الرياح العالية. يرتبط خطر السقوط للشجرة بحجمها (الارتفاع والقطر)، و «منطقة الشراع» والمرسى الذي توفره جذورها، وتعرضها للرياح، ومناخ الرياح المحلية. هناك طريقة شائعة لقياس خطر حدوث الإسقاط الريحي في منطقة حرجية تتمثل في نمذجة احتمالية أو «وقت عودة» سرعة الرياح التي من شأنها أن تضر تلك الأشجار في ذلك الموقع. يمكن أن تكون الشيخوخة الشجرية أيضًا عاملاً في الإسقاط الريحي، حيث تقلل عوامل متعددة تساهم في تدهور صحة الشجرة من رسوها وبالتالي تزيد من قابليتها للسقوط. يمكن أن يكون الضرر الناتج عاملاً مهمًا في تطوير الغابة.
يمكن أن تزيد نسبة الإسقاط الريحي أيضًا بعد قطع الأشجار، خاصة في الغابات الشابة التي تُدار خصيصًا للأخشاب. إزالة الأشجار على حافة الغابة يزيد من تعرض الأشجار المتبقية لإسقاط الرياح.

## التأثيرات البيئية
يولد الإسقاط الريحي مجموعة متنوعة من الموارد البيئية الفريدة التي تعتمد عليها بعض العمليات الحرجية بشكل كبير. يمكن اعتبار الإسقاط الريحي كارثيا للعامل اللاأحيائي. يمكن أيضًا اعتبار الإسقاط الريحي بمثابة عملية تجديد حيث يصبح التجديد ممكنًا مع توافر الموارد الجديدة.
يؤدي اجتثاث شديد إلى فتح بقع عارية من التربة المعدنية التي يمكن أن تعمل كمصارف للبذور. وقد ثبت أن هذه البقع، في شمال غرب المحيط الهادئ للولايات المتحدة، لديها تنوع بيولوجي أعلى من أرضية الغابات المحيطة. بالإضافة إلى ذلك، فإن الفجوة التي تم حدوثها في مظلة الغابات عند حدوث الريح تنتج زيادة في الضوء والرطوبة وتوافر المغذيات بالقرب من الاضطراب.